# Christian Handschuher
Johann Christian Handschuher, auch Christian Handtschucher bzw. Christian Handtschuch (* 1651 in Unterbergen; † 5. Juli 1731 in Eichstätt) war ein deutscher Bildhauer des Barock im Dachauer Land und vor allem im Hochstift Eichstätt.

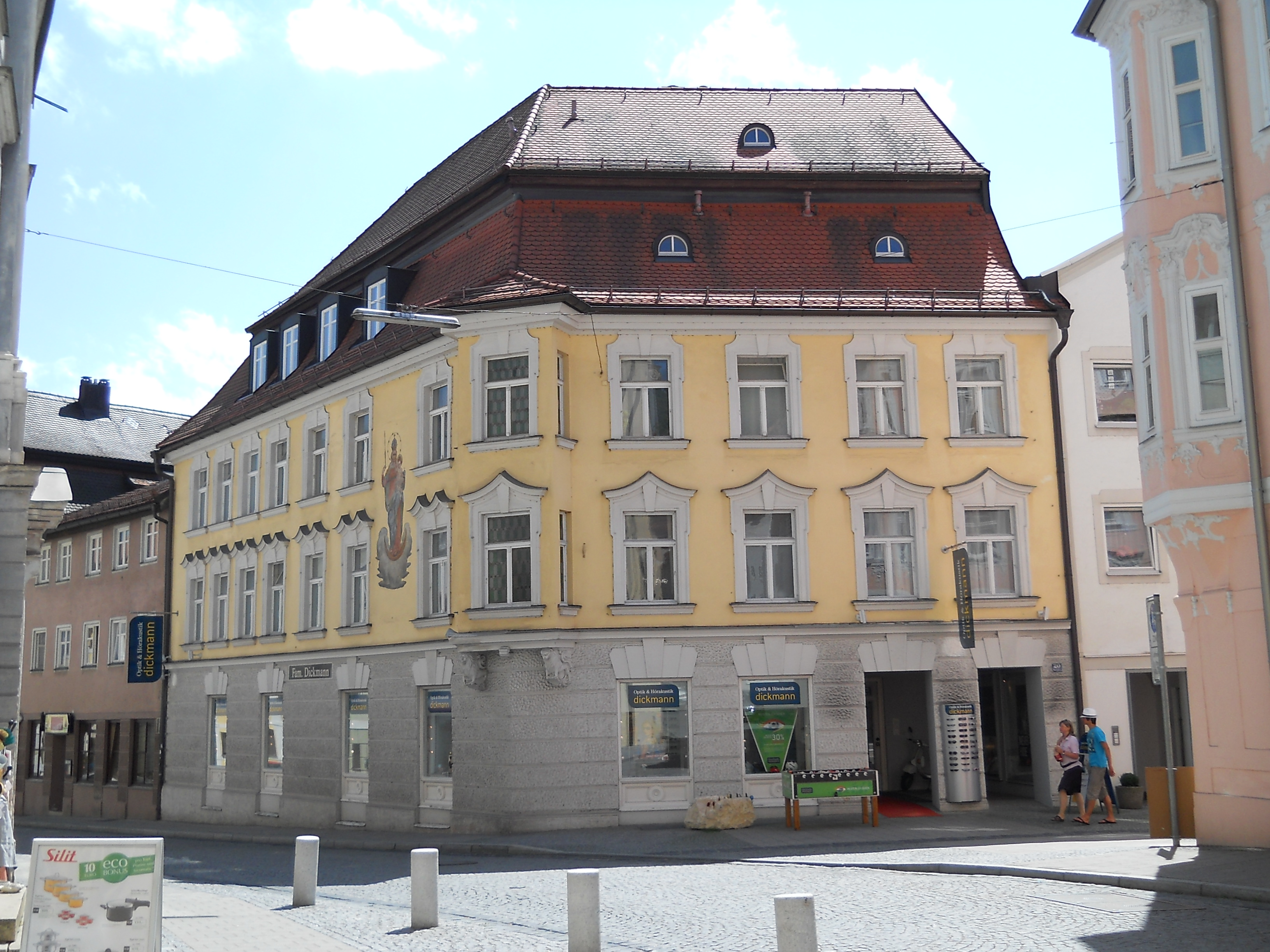
Ehemaliges Handschuher-Haus in Eichstätt

## Leben
Geboren wurde er in Unterbergen in der Fuggerschen Grafschaft Schmiechen; die Eltern waren der Bauer Aegid Handtschucher und seine Ehefrau Maria. Am 15. Januar 1670 ehelichte Christian die Dachauer Bildhauerswitwe Anna Regina König, geb. Lauttenschlager, und erhielt am 7. Februar 1670 das Dachauer Bürgerrecht. Im Jahr darauf zog das Ehepaar nach Rain am Lech um. In dessen Nähe besaß das Eichstätter Benediktinerinnenkloster St. Walburg seit 1035 die (spätere) Hofmark Gempfing; vermutlich über eine Beziehung dorthin gingen die Handschuhers schließlich nach Eichstätt. Sie gaben ihrem ersten Sohn den Namen Vitus und damit den Namen des Heiligen, dem die Pfarrkirche von Gempfing geweiht ist. Am 3. April 1686 starb Ehefrau Anna Regina in Ingolstadt. Im gleichen Jahr ehelichte Christian am 27. Juli in Eichstätt Barbara Schneider. Diese starb am 10. Juni 1722 im Alter von 70 Jahren, wie eine Grabplatte im Mittelgangpflaster der Eichstätter Kloster- und Pfarrkirche St. Walburg ausweist; im Auftrag des Klosters hatte Christian Handschuher diverse Bildhauerwerke geschaffen.
Aus der ersten Ehe gingen fünf Kinder hervor, nämlich
- Vitus (* 1672; † 1703 als Bildhauer in Eichstätt),
- Anna Regina (* 1674 in Eichstätt; verehelicht mit dem Eichstätter Färber Johann Andreas Schnurer),
- Franz Ignaz (* 1675 in Eichstätt; † 1746 als Benediktinerpater Sebastian im Kloster Wessobrunn),
- Johann Jakob (* 1679 in Eichstätt; Bürger und Bildhauer in Prag) und
- Anton Willibald (* 1681; Bildhauer; sehr wahrscheinlich identisch mit dem 1735 gestorbenen Chorherrn Joachimus Handschucher des Augustiner-Chorherrenstiftes Rebdorf).

Christian Handschuher besaß das Haus B 155 am Roßmarkt, wo er auch einen Kramerladen betrieb. 1686 wurde er Eichstätter Ratsherr und 1705 Bürgermeister; als solcher starb er 80-jährig. Aus seiner Bürgermeisterzeit haben sich zwei von ihm gestiftete Gemälde im Rathaus von Eichstätt bis in die 1920er Jahre erhalten, wie der Kunsthistoriker Felix Mader zu berichten weiß. An einem dieser Gemälde war sein Wappen zu sehen: Unten gekreuzte Handschuhe, oben drei Ähren.

## Werke
Wer in der Bildhauer-Familienwerkstatt von Christian Handschuher welches Werk schuf, lässt sich nur in wenigen Fällen verifizieren.

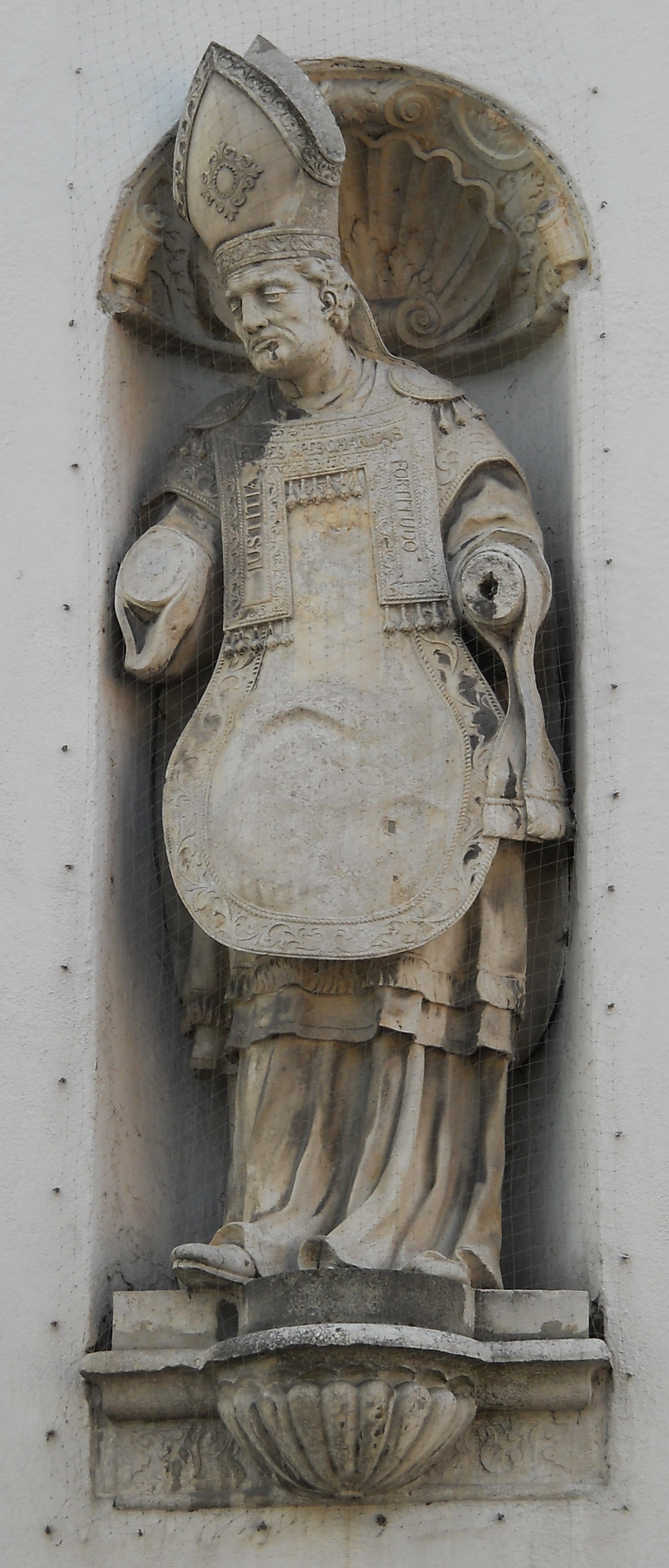
Fassadenfigur des hl. Willibald an der Eichstätter Spitalkirche

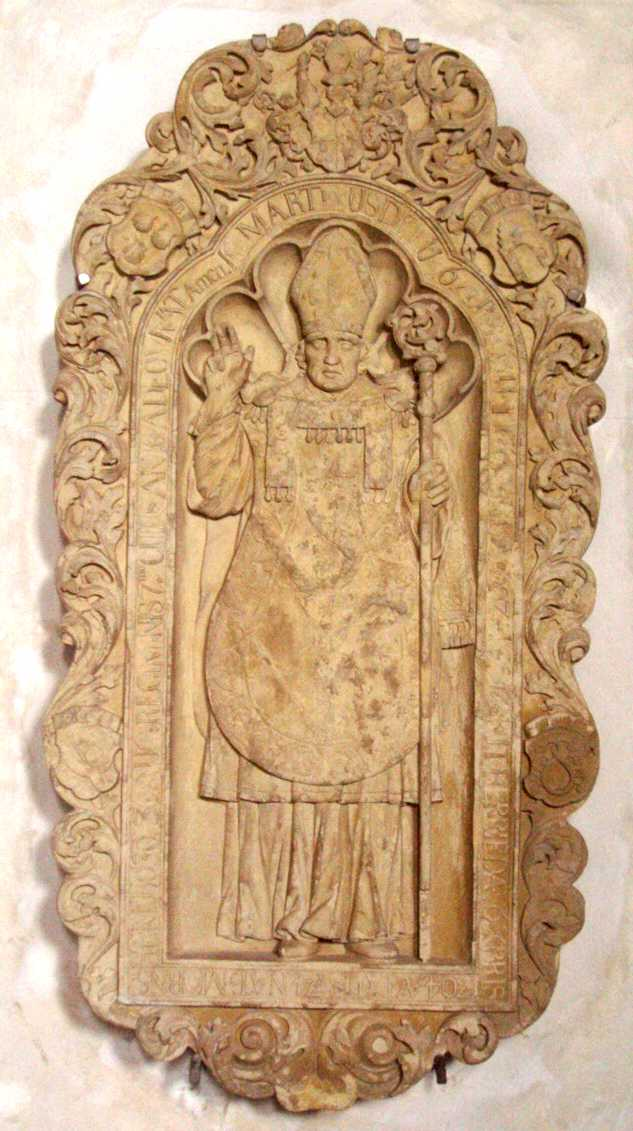
Epitaph des Fürstbischofs Johann Martin von Eyb

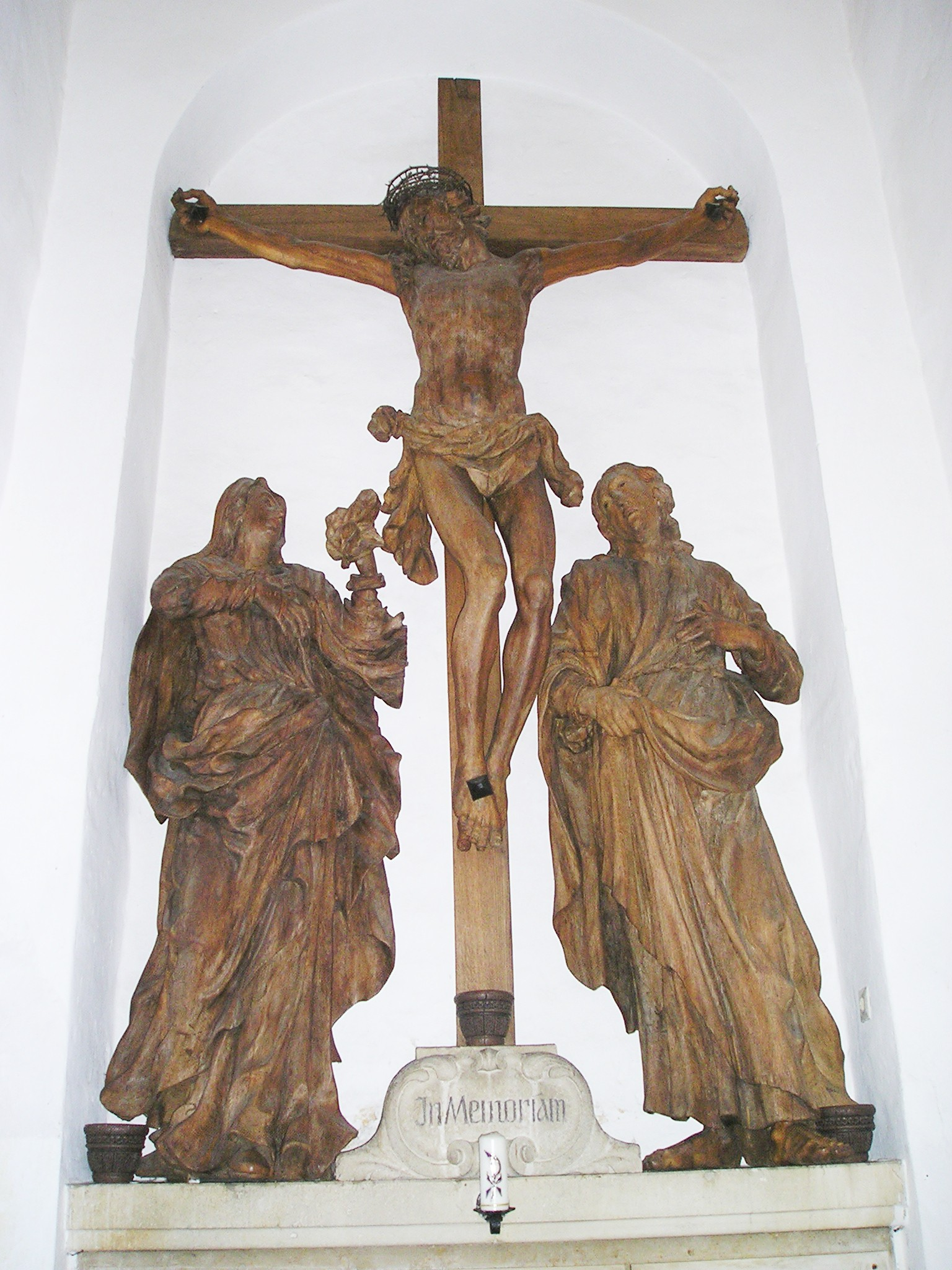
Kreuzigungsgruppe im Vorzeichen der Pfarrkirche Nassenfels

### Gesicherte Werke
- Seitenaltar in Viehbach, 1668;
- Heilig-Geist-Taube für die Ratsstube in Dachau, 1670;
- Hochaltarentwurf für Oberbachern, 1673;
- Wappen des Fürstbischofs Marquard II. Schenk von Castell in der Filialkirche Sappenfeld, 1680 (für diese Kirche schuf Sohn Willibald Anton zwei Brustbilder);
- Bildhauerarbeiten beim Neubau der Pfarrkirche Pietenfeld, 1689 (der dortige Hochaltar wurde 1922 nach Nürnberg abgegeben);
- Bildhauerarbeit für die ehemaligen Barock-Altäre der Eybschen und Baldensteinschen Kapelle im Eichstätter Dom, 1692/93;
- 1695 erhielt Handschuher für Bildhauerarbeiten für die Stiftskirche St. Vitus und St. Deocar in Herrieden 410 Gulden (der Hochaltar, an dem noch andere Eichstätter Künstler mitwirkten und der insgesamt 2669 Gulden kostete, wurde auf 17 Fuhren nach Herrieden transportiert);
- Altar(-Figuren?) in der Pfarrkirche St. Vitus der zum Kloster St. Walburg gehörenden Hofmark Gempfing bei Rain am Lech, 1696;
- drei von vier lebensgroßen Figuren an der Fassade der Eichstätter Spitalkirche (hl. Willibald, hl. Walburga, hl. Elisabeth; die vierte Figur, hl. Martin, schuf Sohn Vitus), um 1700;
- Bildhauerarbeiten für einen Altar für die Friedhofskapelle St. Salvator von Eitensheim, 1718;
- geschnitzter hl. Sebastian für die Kirche in Adelschlag;
- drei Bildhauerarbeiten für die Friedhofskapelle St. Michael in Berching.

### Zugeschriebene Werke
Ihm bzw. seiner Werkstatt werden außerdem durch stilistischen und zeitlichen Vergleich folgende Werke zugeschrieben:
- Mehrere Epitaphe im Dom zu Eichstätt und im Mortuarium des Domes;
- Vitus-Relief an der ehemaligen Dompropstei (heute Luitpoldstraße 2) in Eichstätt, 1672;
- Wappen des Eichstätter Bischofs Johann Euchar Schenk von Castell am Schloss von Hofstetten, um 1694;
- Holzfigur einer schmerzhaften Muttergottes, die Felix Mader 1928 in einer Wegkapelle in Hofstetten vorfand;
- Hl. Willibald, lebensgroße gefasste Holzfigur am Kopfmüllerhaus in Eichstätt, wohl vom Buchtaltor;
- Hl. Willibald, lebensgroße Steinfigur über dem Eingang zur Torhalle der Willibaldsburg Eichstätt (mit datiertem Bischofswappen, 1713);
- Halbfigur einer Madonna an der Mariahilf-Kapelle in der Eichstätter Westenstraße;
- Engelsfiguren am Hochaltar der Pfarrkirche St. Walburga in Beilngries;
- Zwei Altäre, 1696 von der Abtei St. Walburg für die Pfarrkirche von Böhmfeld in Auftrag gegeben;
- Kreuzigungsgruppe aus Eichenholz im Vorzeichen der Pfarrkirche von Nassenfels;
- die aus einer Wegkapelle stammende Vespergruppe in der Wallfahrtskirche „Maria End“ in Altendorf bei Mörnsheim, um 1710;
- Figuren auf dem Schalldeckel der Kanzel der Pfarrkirche St. Michael in Buxheim;
- Grabdenkmal für Johanna Sausenhofen († 1704) aus Juramarmor in der Pfarrkirche von Dollnstein;
- Figuren in den Kirchen St. Emmeram und in St. Nikolaus in Spalt;
- Kruzifix in Eberswang;
- Hochaltarfiguren (posaunende Engel und die Krönung Mariens) in der Pfarrkirche von Möckenlohe;
- Rosenkranzmadonna in der Pfarrkirche von Obereichstätt, eine „gute Arbeit“ wie Mader vermerkt;
- Rosenkranzkönigin mit Engelchen in St. Johannes in Walting;
- Rosenkranzmadonna in der Filialkirche St. Erhard von Rieshofen, Ende 17. Jahrhundert;
- die Figürchen hl. Willibald und hl. Walburga in Heilig-Kreuz in Schambach im (mittleren) Schambachtal, um 1710;
- Wendelin-Statue in der Pfarrkirche von Preith;
- Wendelin-Statue in der Filialkirche Mantlach;
- Kanzelfiguren in der Filialkirche Großnottersdorf aus der ehemaligen Klosterkirche Marienstein bei Eichstätt;
- fast lebensgroße Noli-me-tangere-Gruppe aus einer Wegkapelle bei Heiligenkreuz, jetzt in der Kirche von Kaldorf bei Titting, um 1700, „gute Barockarbeit“ (Mader, Hilpoltstein, S. 202);
- großes Kruzifix mit Mater dolorosa in der Kirche von Kaldorf bei Titting, um 1700, „tüchtige Barockschöpfung“ (Mader, Hilpoltstein, S. 202);
- hl. Willibald und hl. Walburga, um 1700, in den 1920er Jahren im Pfarrhof von Erkertshofen bei Titting;
- 1808 neu beschriftetes Kalkstein-Epitaph mit Reliefdarstellung eines knienden Pfarrers und des hl. Willibald in Heimbach;
- Seitenfiguren hl. Joachim und hl. Anna am nördlichen Altar der Pfarrkirche Hilpoltstein, 1687;
- Christus Salvator-Büste und Büsten hl. Willibald und hl. Walburga in der Pfarrkirche von Morsbach, um 1710.

Die Figur des hl. Willibald auf dem Brunnen des Marktplatzes war zunächst Christian Handschuher und ist heute Hans Krumpper zugeschrieben.